# 290 a.C.
Il 290 a.C. (CCXC a.C. in numeri romani) è un anno  del III secolo a.C.

## Eventi
- a Roma sono consoli: Manio Curio Dentato e Publio Cornelio Rufino.
- Finisce la terza guerra sannitica, grazie all'intervento del console Manio Curio Dentato.
- Kōrei diviene imperatore del Giappone.

## Nati
- Alessandro, militare greco antico († 245 a.C.)
- Antigono di Caristo, scrittore e scultore greco antico

## Morti
- 21 dicembre - Mencio, filosofo cinese (n. 372 a.C.)
- Autolico di Pitane, matematico, astronomo e geografo greco antico (n. 360 a.C.)
- Dicearco, filosofo, geografo e cartografo siceliota (n. 350 a.C.)
- Egesia di Cirene, filosofo greco antico